# スパラックス
スパラックス（Spalax）は、プログレッシブ・ロックと実験音楽を専門とするフランスのレコードレーベル。同じように膨大なクラウトロックのカタログを有していることでも知られている。スパラックスの音楽として特筆に値するのは、アモン・デュール、クラスター、ハルモニア、ポポル・ヴー、アネクサス・カム、そしてベルナルド・ソジャーンによるアルバムについて再リリースを行ってきたところにある。